# 瑞士鶏翼

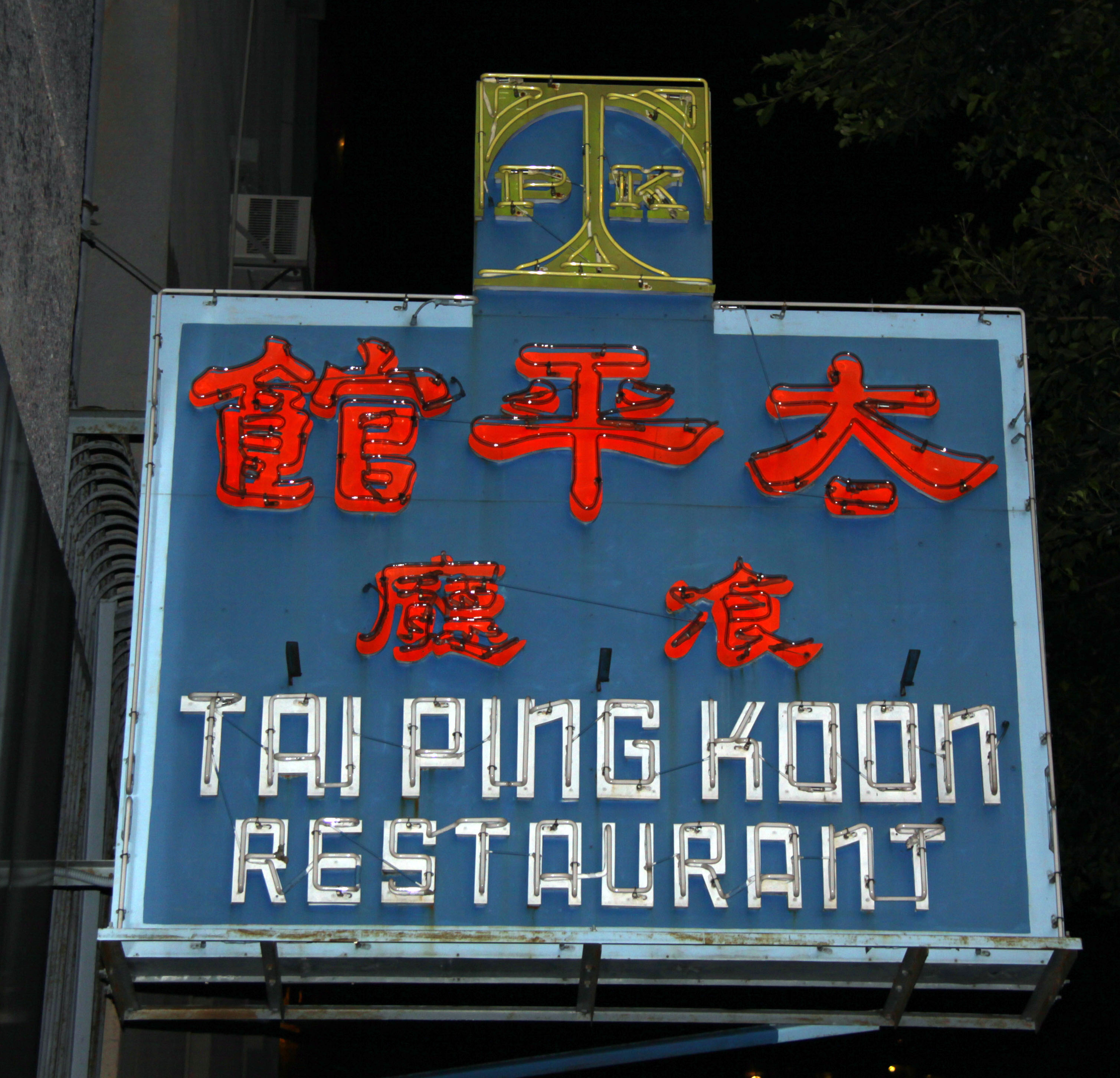
太平館

瑞士鶏翼（スイスチキンウィング、英語: Swiss Wing、繁体字中国語: 瑞士雞翼、簡体字中国語: 瑞士鸡翼、粤拼 : seoi6 si6 gai1 jik6）は鶏の手羽に醤油、砂糖、中国酒、香辛料などで作った甘辛いタレに漬け込んだ後、煮込んだ香港料理である。
瑞士は中国語でスイスを、鶏翼は鶏の手羽を表す。料理名に「瑞士」という地名が入っているにもかかわらず、この料理はスイスとは全く関連がなく、香港もしくは広州発祥の料理であると考えられている。
この料理名に関する確かな由来は不明であるが、よく知られている説として、西洋人がレストランで「甘い醤油の手羽料理」というメニューを目にし、英語に不慣れなウェイターに対してどのような料理であるか質問したところ、ウェイターは「Sweet Wing（甘い手羽）」と答えたが、西洋人にSweetをSwissと誤解されてしまい、以降Swiss wingの名前を使用するようになったというものがある。しかし、この説は単なる都市伝説と考えられている。
また、瑞士鶏翼は香港のレストラン「太平館」で生み出された料理であると主張するものもいる。香港のレストランでは新たに創作した料理に対して、食材や料理人など料理名の由来となりうるものが特定の場所と関連があるか否かに関わらず、場所の名前をつけることが一般的であるためである。
瑞士鶏翼は無綫電視の料理バラエティ番組『So Good』でも取り上げられている。